# Grand Prix automobile d'Afrique du Sud 1939
Le Grand Prix d'Afrique du Sud 1939 (V South African Grand Prix 1939) est un Grand Prix qui s'est tenu sur le circuit d'East London le 2 janvier 1939.

## Grille de départ
| 1re ligne | Pos. 3               |                  | Pos. 2                |                    | Pos. 1             |
|           | Mazzacurati Maserati |                  | Cortese Maserati      |                    | Villoresi Maserati |
| 2e ligne  |                      | Pos. 5           |                       | Pos. 4             |                    |
|           |                      | Taruffi Maserati |                       | Howe ERA           |                    |
| 3e ligne  | Pos. 8               |                  | Pos. 7                |                    | Pos. 6             |
|           | Meyer Maserati       |                  | Hesketh ERA           |                    | Hug Maserati       |
| 4e ligne  |                      | Pos. 10          |                       | Pos. 9             |                    |
|           |                      | Aitken ERA       |                       | Chiappini Maserati |                    |
| 5e ligne  | Pos. 13              |                  | Pos. 12               |                    | Pos. 11            |
|           | Taylour Riley        |                  | Paul Pietsch Maserati |                    | Gérard Maserati    |
| 6e ligne  |                      |                  | Pos. 14               |                    |                    |
|           |                      |                  | Whitehead ERA         |                    |                    |

## Classement de la course
| Pos. | no | Pilote            | Écurie               | Châssis      | Tours | Temps/Abandon                   | Grille |
| ---- | -- | ----------------- | -------------------- | ------------ | ----- | ------------------------------- | ------ |
| 1    | 6  | Luigi Villoresi   | Officine A. Maserati | Maserati 6CM | 18    | 1 h 59 min 25 s 8 (160,39 km/h) | 1      |
| 2    | 7  | Franco Cortese    | Officine A. Maserati | Maserati 6CM | 18    | + 1 min 24 s                    | 2      |
| 3    | 15 | Mario Mazzacurati | Privé                | Maserati 6CM | 18    | + 2 min 24 s                    | 3      |
| 4    | 14 | Roy Hesketh       | Privé                | ERA R3A      | 18    | + 4 min 39 s                    | 7      |
| 5    | 1  | Earl Howe         | Privé                | ERA R8B      | 18    | + 5 min 43 s                    | 4      |
| 6    | 5  | Armand Hug        | Privé                | Maserati 6CM | 18    | + 6 min 7 s                     | 6      |
| 7    | 11 | Peter Aitken      | Privé                | ERA R11B     | 18    | + 10 min 30 s                   | 10     |
| 8    | 9  | Francis Chiappini | Privé                | Maserati 6CM | 18    |                                 | 9      |
| Abd. | 12 | Louis Gérard      | Privé                | Maserati 6CM | 10    | Piston                          | 11     |
| Abd. | 3  | Fay Taylour       | Privée               | Riley        | 4     | Moteur                          | 13     |
| Abd. | 2  | Buller Meyer      | Privé                | Maserati 6CM | 3     | Piston                          | 8      |
| Abd. | 10 | Peter Whitehead   | ERA                  | ERA R10B     | 2     | Piston                          | 14     |
| Abd. | 4  | Paul Pietsch      | Privé                | Maserati 6CM | 1     | Piston                          | 12     |
| Abd. | 8  | Piero Taruffi     | Officine A. Maserati | Maserati 6CM | 1     | Embrayage                       | 5      |

- Légende: Abd.=Abandon - Np.=Non partant.